# Begusarai

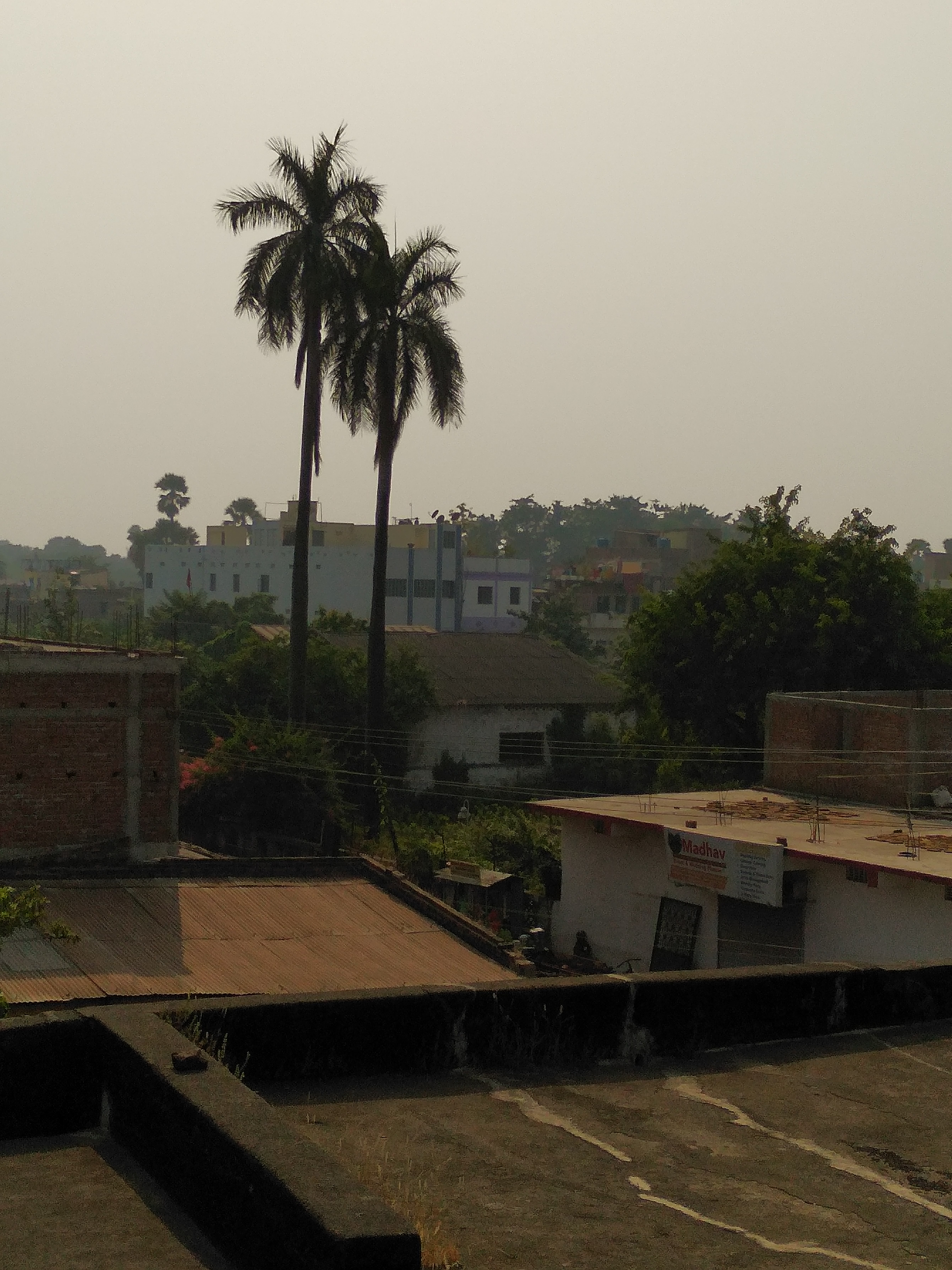
Begusarai

Begusarai (Hindi बेगुसराय) ist eine Stadt im indischen Bundesstaat Bihar.
Die Stadt liegt am Nordufer des Ganges und ist Verwaltungssitz des  gleichnamigen Distrikts. Begusarai liegt 100 km östlich von Patna. Begusarai hat den Status einer Municipal Corporation (Nagar Nigam). Die Stadt ist in 45 Wards gegliedert. Beim Zensus 2011 betrug die Einwohnerzahl 252.008.